# Kap Mayo
Das Kap Mayo ist ein nacktes Felsenkap an der Wilkins-Küste des Palmerlands im Süden der Antarktischen Halbinsel. Es bildet das östliche Ende einer vereisten, 500 m hoch gelegenen Fläche zwischen Kap Keeler und dem Miller Point. Zudem begrenzt es südlich die Einfahrt zum Delisle Inlet.
Entdeckt wurde das Kap am 20. Dezember 1928 bei einem Überflug des australischen Polarforschers Hubert Wilkins. Wilkins benannte es nach William Benson Mayo (1860–1944), damaliger Chefingenieur der Ford Motor Company. Die genaue Positionsbestimmung des Kaps erfolgte auf Grundlagen von Informationen, die bei einem Überflug im Jahr 1935 durch den US-amerikanischen Polarforscher Lincoln Ellsworth und bei Flügen sowie Schlittenexkursionen der United States Antarctic Service Expedition (1939–1941) im Jahr 1940 gewonnen wurden.